# New Amsterdam (serie de televisión)
New Amsterdam es una serie de televisión estadounidense de drama médico. Se estrenó el 25 de septiembre de 2018 en NBC. La serie está inspirada en la obra literaria “Doce pacientes: vida y muerte en el Hospital Bellevue”, un libro escrito por el Dr. Eric Manheimer, quien llegó a ser el director médico del Hospital Bellevue en Nueva York. En marzo de 2022, se anunció que la serie terminaría tras una quinta temporada de 13 episodios. La quinta y última temporada se estrenó el 20 de septiembre de 2022. La serie finalizó el 17 de enero de 2023.

## Sinopsis
Max Goodwin (Ryan Eggold) ha sido designado como nuevo Director médico del llamado ‘’New Ámsterdam Hospital’’, el hospital público más antiguo de los Estados Unidos, (en la novela original es el histórico Bellevue Hospital). Desde su llegada, no tardará en tomar decisiones radicales para mejorar la atención a los pacientes -personas infectadas por el ébola, presidiarios y hasta el presidente de los EE. UU.- con la poca financiación con la que cuenta. Pero, Max guarda un secreto a sus compañeros: tiene cáncer.
Mientras lidia con los problemas que surgen en el hospital, donde cuenta con la ayuda del resto del equipo, quiere recuperar a su mujer embarazada.

## Elenco y personajes

### Principales
- Ryan Eggold como el Dr. Max Goodwin
- Freema Agyeman como la Dra. Helen Sharpe (temporadas 1–4; invitada temporada 5)
- Janet Montgomery como la Dra. Lauren Bloom
- Jocko Sims como el Dr. Floyd Reynolds
- Tyler Labine como el Dr. Ignatius "Iggy" Froome
- Anupam Kher como el Dr. Vijay Kapoor (temporadas 1–3)
- Sandra Mae Frank como Dra. Elizabeth Wilder (recurrente temporada 4; principal temporada 5)

### Recurrentes
- Alejandro Hernández como Enfermero Casey Acosta
- Debra Monk como Karen Brantley
- Megan Byrne como Gladys
- Christine Chang como Dra. Agnes Kao
- Em Grosland como Kai Brunstetter
- Shiva Kalaiselvan como la Dra. Leyla Shinwari
- Matthew Jeffers como Mark Walsh, residente de Emergencias
- Olivia Khoshatefeh como la Dra. Yasmin Turan
- Dierdre Friel como Ella
- Stacey Raymond como Kerry Whitaker
- Gemma McIlhenny como Janice
- Margot Bingham como Evie, la prometida del Dr. Reynolds
- Mike Doyle como Martin Mclntyre, esposo del Dr. Frome
- Emma Ramos como Mariana
- Lizzy Declement como Jemma
- Frances Turner como la Dra. Linda «Lyn» Malvo
- Keren Lugo como la Dra. Diana Flores
- Zabryna Guevara como Dora, asistente del Dr. Goodwin
- Lisa O'Hare como Georgia Goodwin, esposa del Dr. Goodwin
- Michael Basile como paramédico Moreland
- Jennifer Betit Yen como Aimee Kamoe
- Nora y Opal Clow como Luna Goodwin
- Michelle Forbes como Dra. Verónica Fuentes, nueva directora médica del New Amsterdam.
- Conner Marx como Ben Meyer, intérprete de lenguaje de signos de la Dra. Wilder
- Jackie Roth como Dana Milliner
- Marlee Matlin como la Dra. Bev Clemons
- Anna Suzuki como Sandra Fall
- Teresa Patel como Técnico de emergencias Harvell
- Nana Mensah como la Dra. Kenmai Candelario
- Christopher Cassarino como Dr. Ed Nottingham
- Ana Villafañe como la Dra. Valentina Castro
- Genevieve Angelson como la Dra. Mia Castries
- JJ Feild como Dr. Zach Ligon, fisioterapeuta de la Dra. Bloom
- Sendhil Ramamurthy como Dr. Akash Panthaki, el novio de la Dra. Sharpe
- Ron Rifkin como el Dr. Peter Fulton, decano de la facultad de medicina
- Daniel Dae Kim como Dr. Cassian Shin, cirujano de trauma
- Vandit Bhatt como Rohan, el hijo del Dr. Kapoor
- Alison Luff como Alice Healy
- Michelle Federer como Millie Tamberlay
- John McGinty como el Dr. Liam Sertic
- Gina Gershon como Jeanie Bloom

### Invitados
- Shukura como Raina
- Anthony Ruiz como el conserje Miguel
- Vanessa Kai como Dra. Suzanne Izuka
- Greta Quispe como Enfermera Sabrina
- Nathalie Carvalho como Blanca
- Vera Lam como anestesióloga
- Peter Romano como Técnico de emergencias Bradley
- Liba Vaynberg como Enfermera April Kosloff
- Isaiah Seward como Técnico de emergencias Durango
- Matthew Bellows como Dr. Clint Hartman
- Marylouise Burke como Adele Eisenbaum
- Yvette Ganier como Enfermera Linda Weber

## Episodios
| Temporada | Temporada | Episodios | Episodios | Emisión original         | Emisión original    |
| Temporada | Temporada | Episodios | Episodios | Primera emisión          | Última emisión      |
| --------- | --------- | --------- | --------- | ------------------------ | ------------------- |
|           | 1         | 22        | 22        | 25 de septiembre de 2018 | 14 de mayo de 2019  |
|           | 2         | 18        | 18        | 24 de septiembre de 2019 | 14 de abril de 2020 |
|           | 3         | 14        | 14        | 2 de marzo de 2021       | 8 de junio de 2021  |
|           | 4         | 22        | 22        | 21 de septiembre de 2021 | 24 de mayo de 2022  |
|           | 5         | 13        | 13        | 20 de septiembre de 2022 | 17 de enero de 2023 |

## Producción

### Desarrollo
El 25 de septiembre de 2017, se anunció que NBC había dado la producción, luego titulada  Bellevue, que se escribiese el episodio piloto por David Schulner quien también es productor ejecutivo junto a Peter Horton. El Dr. Eric Manheimer, MD, el exdirector médico del Hospital Bellevue de la ciudad de Nueva York, ejerce como productor.
El 12 de enero de 2018, se informó que NBC ordenó que se filmará el piloto, con Horton siendo el director.
El 4 de mayo de 2018, se anunció que NBC aceptó el piloto y ordenó que se produjese los episodios restantes. Unos días más tarde, se anunció que la serie se estrenaría en 2018. El 19 de junio de 2018, se anunció que la serie se estrenaría oficialmente el 25 de septiembre de 2018. El 10 de octubre de 2018, se anunció que NBC había ordenado nueve episodios adicionales, lo que elevó el total a 22 episodios. El 4 de febrero de 2019, se anunció durante la gira anual de prensa de invierno de la Television Critics Association que la serie había sido renovada para una segunda temporada. El 11 de enero de 2020, NBC renovó la serie para una tercera, cuarta y quinta temporada. El 14 de marzo de 2022, se anunció que la serie terminaría después de su quinta temporada, que tendrá una duración de 13 episodios.

### Casting
En febrero de 2018, se anunció que Freema Agyeman, Anupam Kher, Janet Montgomery, y Tyler Labine habían sido elegidos para papeles principales. En marzo de 2018, se informó que Ryan Eggold y Jocko Sims también se habían unido al elenco principal. El 26 de septiembre de 2018, se anunció que Margot Bingham se había unido al elenco en un papel recurrente. El 6 de noviembre de 2018, se anunció que Sendhil Ramamurthy se había unido al elenco recurrente. El 19 de abril de 2021, se anunció que Frances Turner había sido elegida para un papel recurrente en la tercera temporada. En agosto de 2021, se anunció que Michelle Forbes, Sandra Mae Frank y Chloe Freeman se habían unido al elenco en papeles recurrentes para la cuarta temporada. El 24 de mayo de 2022, Frank fue promovida al elenco principal para la quinta temporada.

### Marketing
El 13 de mayo de 2018, NBC lanzó el primer tráiler oficial de la serie. A mediados del 2020, comenzaron los rumores de que New Amsterdam se acercaba a Netflix con las dos temporadas actuales y finalmente el 15 de febrero de 2021, la serie arribó al streaming en varias regiones del mundo y en Latinoamérica fue lanzada en su plataforma Star+.

## Lanzamiento
El 22 de junio de 2018, la serie tuvo una proyección en el Festival de televisión anual de la Seriesfest, en el Lewis I. Sharp Auditorium del Denver Art Museum en Denver, Colorado. El 10 de septiembre de 2018, la serie participará en la 12.ª edición anual de las vistas previas de PaleyFest Fall Television, que contará con una proyección previa de la serie. La segunda temporada se estrenó el 24 de septiembre de 2019. La quinta y última temporada se estrenó el 20 de septiembre de 2022. La serie finalizó el 17 de enero de 2023.

## Recepción

### Audiencias
| Temporada | Horario (ET)       | Episodios | Primera emisión          | Primera emisión      | Última emisión      | Última emisión       | Ranking | Prom. de espectadores (millones) |
| Temporada | Horario (ET)       | Episodios | Fecha                    | Audiencia (millones) | Fecha               | Audiencia (millones) | Ranking | Prom. de espectadores (millones) |
| --------- | ------------------ | --------- | ------------------------ | -------------------- | ------------------- | -------------------- | ------- | -------------------------------- |
| 1         | martes 10:00 p. m. | 22        | 25 de septiembre de 2018 | 8.39                 | 14 de mayo de 2019  | 5.54                 | 21      | 10.65                            |
| 2         | martes 10:00 p. m. | 18        | 24 de septiembre de 2019 | 5.91                 | 14 de abril de 2020 | 6.03                 | 18      | 9.70                             |
| 3         | martes 10:00 p. m. | 14        | 2 de marzo de 2021       | 4.19                 | 8 de junio de 2021  | 4.10                 | 33      | 6.96                             |
| 4         | martes 10:00 p. m. | 22        | 21 de septiembre de 2021 | 3.72                 | 24 de mayo de 2022  | 3.45                 | 38      | 6.09                             |
| 5         | martes 10:00 p. m. | 13        | 20 de septiembre de 2022 | 3.22                 | 17 de enero de 2023 | 2.83                 | 43      | 5.16                             |